# Жулейский наслег
Жулейский наслег (якут. Дьүлэй нэһилиэгэ) — сельское поселение (муниципальное образование) в Таттинском улусе Якутии.
Административный центр и единственный населённый пункт наслега — село Туора-Кюёль.

## География
Наслег расположен в западной части Таттинского улуса, территориально граничит с Чурапчинским улусом и Октябрьским, Тыарасинским, Игидейским, Жохсогонским наслегами. Административный центр наслега находится в 40 км от центра улуса — села Ытык-Кюёль. На территории наслега расположено искусственное озеро Мемен, озеро Кэрэхтээх с лечебными грязями, солёное озеро Холлубут.

## История
Жулейский наслег как административная единица образован в 1834 году.
После проведения муниципальной реформы (2003—2009) в Российской Федерации является муниципальным образованием со статусом сельского поселения.

## Население
| 2002 | 2010 | 2011 | 2012 | 2013 | 2014 | 2015 |
| ---- | ---- | ---- | ---- | ---- | ---- | ---- |
| 620  | ↘597 | ↘596 | ↘582 | ↘562 | ↘556 | ↘549 |
| 2016 | 2017 | 2018 | 2019 | 2020 | 2021 |      |
| ↘530 | ↗548 | ↘545 | ↘518 | ↗535 | ↗550 |      |

## Достопримечательности
- Музей-усадьба революционера П. А. Алексеева (в местности Булгунньахтаах)[17].

## Известные уроженцы
- Платон Ойунский